# Anabta
Anabta è una città palestinese del governatorato di Tulkarm, in Cisgiordania settentrionale, che si trova ad una distanza di 9 chilometri a est di Tulkarm. Secondo il Central Bureau of Statistics, Anabta contava una popolazione di 8077 persone nel 2017. Anabta è gestito dal consiglio comunale ed è uno dei più antichi comuni della provincia di Tulkarem. La città ha un'area urbana di 1300 ettari circa. La maggior parte del territorio è coltivato con olivi, fichi, mandorle, o è coperto da foreste. L'acqua viene fornita attraverso cinque pozzi di acque sotterranee, con distribuzione sotto la supervisione del sindaco della città.
Tulkarem